# Anton Dobrženský von Dobrženitz

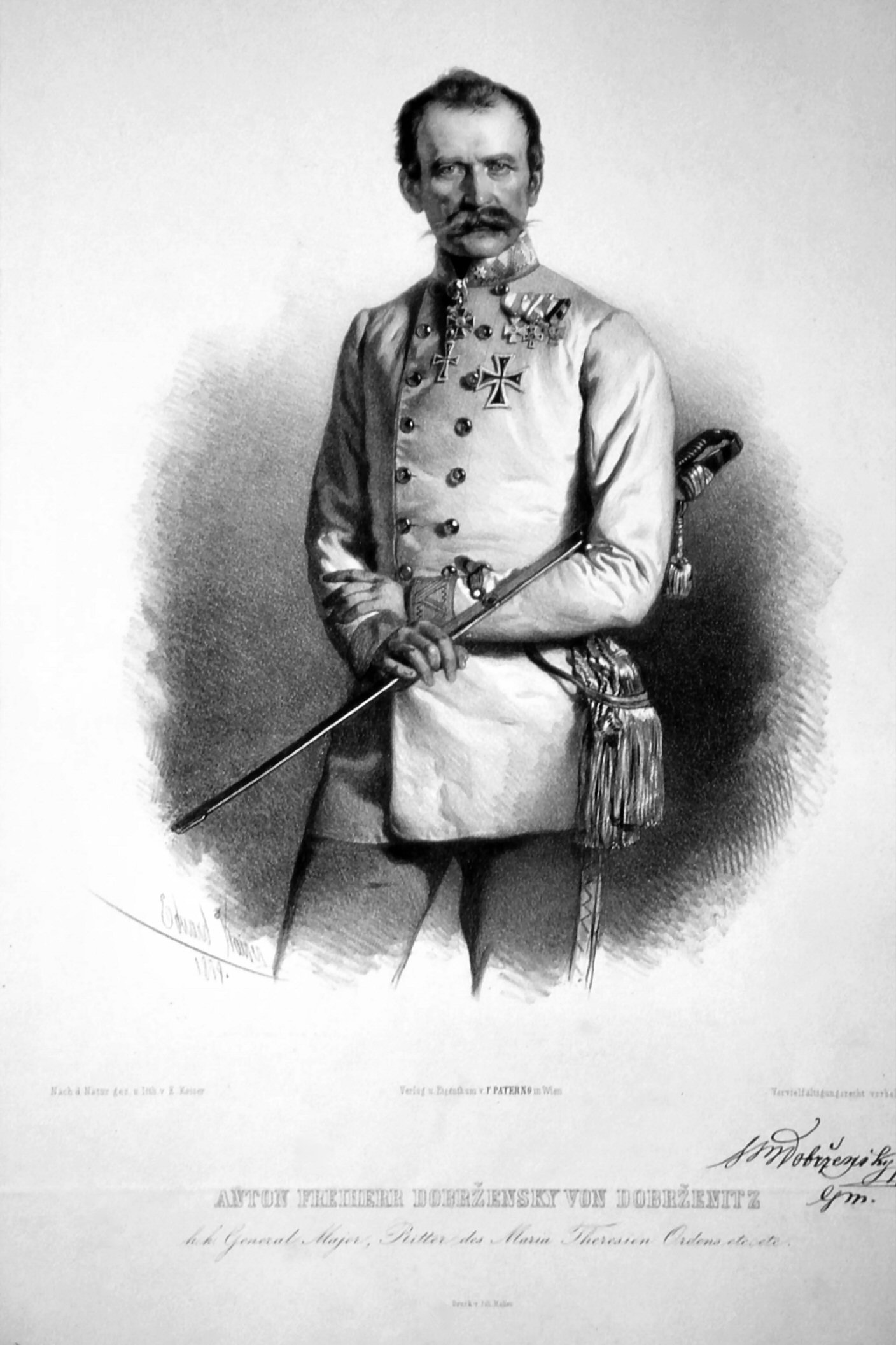
Anton Dobržensky von Dobrženitz Lithographie von Eduard Kaiser, 1859

Anton Freiherr Dobrženský von Dobrženitz (tschechisch Antonín Dobřenský z Dobřenic; * 21. März 1807 in Prag; † 30. August 1869 ebenda) war ein böhmischer Adliger und österreichischer General. 

## Biografie
Anton Dobrženský von Dobrženitz entstammte dem hochadeligen böhmischen Geschlecht derer von Dobrženský von Dobrženitz. 
Er diente beim I. Ulanenregiment und beim K.u.k. Galizisches Ulanenregiment „Graf Auersperg“ Nr. 8. 1849 kämpfte er in Ungarn und 1859 in Italien. 1851 wurde er Oberst und Regimentskommandant, 1858 Generalmajor und Brigadekommandant in Krakau. 1859 wurde er für seine Verdienste in der Schlacht von Solferino mit dem Ritterkreuz des Militär-Maria-Theresien-Ordens ausgezeichnet. 1865 wurde er als Feldmarschallleutnant in den Ruhestand versetzt. 